# Alliant Techsystems
Alliant Techsystems of ATK was een Amerikaans bedrijf dat actief was in de lucht- en ruimtevaart en de defensie-industrie.
De onderneming had vestigingen in 22 Amerikaanse staten, Puerto Rico en de Dominicaanse Republiek, had zo'n 17.000 werknemers en haalde in boekjaar 2011 een omzet van meer dan 3,5 miljard euro.
Het bedrijf werd in 1990 gevormd toen Honeywell haar defensieactiviteiten samenbracht in ATK dat vervolgens werd verzelfstandigd.
In 1995 betrad het de lucht- en ruimtevaartsector met de overname van Hercules'lucht- en ruimtevaartdivisie. In 2001 werd ook Thiokol overgenomen waarmee veel kennis over vastebrandstofmotoren en de productie van onder meer de Solid Rocket Boosters van de spaceshuttle in handen van ATK kwam.
Alliant Techsystems was uitgegroeid tot een belangrijke leverancier van de Amerikaanse overheid en ook op de commerciële markt.
Vanaf 2001 opereerde het ook de grootste militaire munitiefabriek van de VS, Lake City Army Ammunition Plant.
Anno 2011 waren de Amerikaanse strijdkrachten goed voor bijna de helft van de omzet.
De NASA stond voor 13% en overige Amerikaanse overheidsdiensten voor 7%.

## Fusie en overname
In 2015 is ATK gefuseerd met Orbital Sciences Corporation waarna ze samen doorgingen onder de naam Orbital ATK. Dit bedrijf is op 6 juni 2018 overgenomen door Northrop Grumman maar bleef eerst nog een zelfstandige divisie binnen dat bedrijf. Wel is het hernoemd tot Northrop Grumman Innovation Systems dat na een reorganisatie per 2020 op ging in diverse divisies van Northrop Grumman.

## Afdelingen
ATK bestond uit vier divisies:
Aerospace Systems - Magna (Utah)Maakt onder meer raketaandrijvingen, composieten voor raketmotoren, vliegtuigmotoren en vliegtuigen en satellietonderdelen.
Armament Systems - Clearfield (Utah)Produceert munitie, granaataandrijvingen en beheert de militaire munitiefabrieken van het leger.
Missile Products - Baltimore (Maryland)Maakt onder meer raketsystemen, raketmotoren, metalen onderdelen voor deze motoren, muntitie en raketten en composietstructuren.
Security and Sporting - Anoka (Minnesota)Produceert vuurwapens met toebehoren en munitie.